# クッキーラン:オーブンブレイク
クッキーラン：オーブンブレイク（CookieRun:OvenBreak)とは、2014/2013年にそれぞれリリースされたLINE/Kakaotalk版クッキーランの続編、ランナーゲームの類に属する韓国製のゲーム。

## 解説
総勢200体を超えるクッキー、およびコンビを組むペット、宝物を使用してプレイし、スコアを稼いだ量でネットワーク上の他プレイヤーと競い合うソーシャルゲーム。
2023年現在、本当の意味でリアルタイムの個人バトルを行う「競技」、10~20体のクッキーを連続で選択・プレイして非常に長いマップを攻略する「リレー脱出」、クッキー一体ごとに存在するミッションをプレイしながらクリアする「クッキーチャレンジ」などの項目をプレイすることができる。
この作品は2016年に初めてリリースされた際は競技モードのみであったが、2017年のバージョン2.0代で「リレー脱出」が誕生したことによりゲーム性が拡張され始めた。データ連携はGame CenterまたはGoogle Playで一度だけしかできないが、アカウントを連携する手続きを行うことで可能となる。
クッキーランシリーズの作品は｢クッキーラン: キングダム｣や「クッキーランパズルワールド」、｢クッキーウォーズ｣
今後リリース予定の「クッキーランオーブンスマッシュ」などがある